# Хауш, Агустин
Агустин Хауш (исп. Agustín Hausch; род. 21 мая 2003, Барадеро, Буэнос-Айрес) — аргентинский футболист, нападающий клуба «Сан-Лоренсо».

## Клубная карьера
Хауш — воспитанник клуба «Сан-Лоренсо». 22 февраля 2020 года в матче против «Расинга» из Сантандера он дебютировал в аргентинской Примере.